# 西松建設
西松建設（東證1部：1820，日语：／），是一家1937年成立的日本公司，經營建築業和房地產事務。公司總部設於東京都港區虎之門，業務主要分佈於日本、香港和新加坡。公司是區內聞名的總承建商，項目包括：水壩、隧道、機場設施、鐵路、公路和高速公路、辦公室、醫療設施等，另外還有房地產的物業銷售及管理。西松建設曾於2009年第45屆日本眾議院議員總選舉前捲入政治獻金風波。公司2013年預計收入為2,350億日圓，純利34億日圓。

## 綁架中國人事件
1944年，時稱西松組的西松建設曾绑架360名中国人到日本廣島縣安藝太田町，強迫他們於没有任何报酬的情況下，在安野發電所的建築工地做苦役，並長時間以非人道對待他們，當中29人因勞成疾與广岛市原子弹爆炸等災難過世。
1998年1月，5名幸存者向东京地方法院提出诉讼。事件擾攘達11年之久，至2009年10月23日，西松建設終於正式道歉并支付2.5亿日圓的赔偿，2010年10月23日在原工地設立安野中国人受难之碑。

## 主要項目

### 日本
- 青函隧道
- 鍋立山隧道（中施工區）
- 西九州新幹線本明隧道群、久山隧道西線、諫早站新幹線部分
- 九州新幹線新鳥栖站
- 神戶機場
- 關西國際機場第二期填海工程
- 南紀白濱機場
- 石見機場
- 新千歲機場
- 能登機場
- 駐日美軍三澤空軍基地
- 神戶港六甲島貨櫃碼頭
- 來島海峽大橋
- 明石海峽大橋
- 大鳴門橋
- 首都圈外郭放水路三號豎井
- 東京灣跨海公路

### 香港
- 下城門水塘
- 公主道天橋重建
- 香港聯合船塢
- 港鐵尖沙咀站
- 港鐵佐敦站
- 港鐵太子站（荃灣綫）
- 港鐵深水埗站
- 港鐵長沙灣站
- 港鐵上環站及越位隧道（西松青木聯營）
- 港鐵西灣河站隧道
- 港鐵北角站擴建工程
- 油柑頭濾水廠

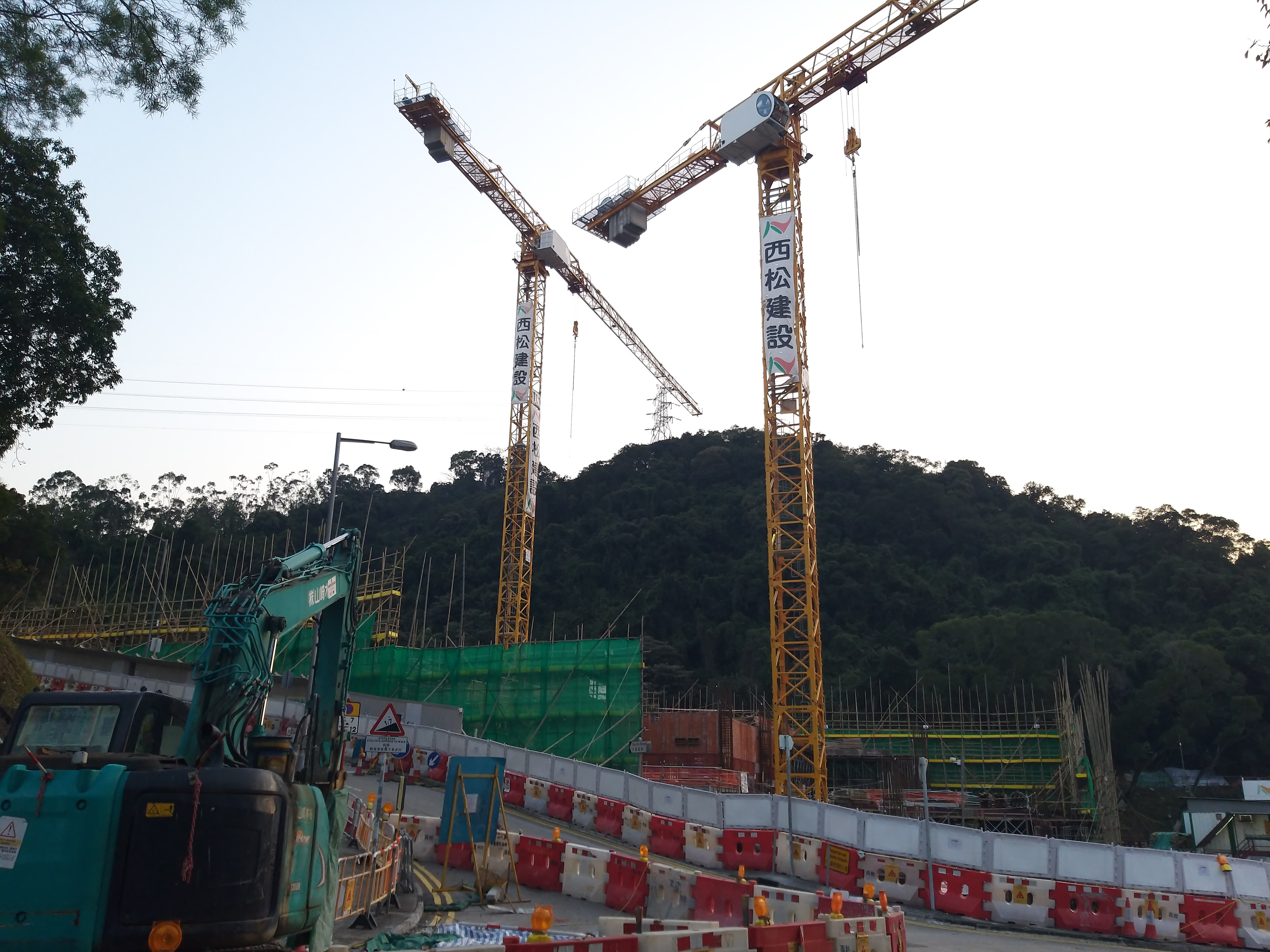
由西松建設承建的新界（沙田）法醫學大樓地盤

- 大老山隧道（連同30年民間興建營運後轉移模式經營權，已於2018年移交運輸署）
- 南風-柏架電纜隧道
- 8號貨櫃碼頭（8號貨櫃碼頭平台聯營：金門-西松-中國港灣-Ballast Nedam-Jan de Nul）
- 香港神慈秀明會西貢總會
- 三號幹線大欖隧道（西松建設寶嘉聯營）
- 南丫島發電廠（一期為西松金門聯營，三期獨營）
- 西區海底隧道（西松熊谷組聯營）
- 香港國際機場赤鱲角新機場地盤開拓工程 PAA Contract C201 ("APCJV"包括：西松建設、Costain、Morrison Knudsen、中國港灣、Ballast Nedam及Jan de Nul五所公司）
- 香港國際機場陸側基礎設施 AA Contract C410(西松建設、Costain、中國港灣聯營)
- 香港國際機場地面運輸中心 AA Contract C420
- 香港國際機場一號客運大樓地基工程 AA Contract C301（金門西松聯營）
- 香港國際機場海水泵房（北）及相關結構 AA Contract C535 (西松建設、中國港灣聯營)
- 九廣鐵路西鐵大欖隧道南段 KCRC Contract DB350
- 九廣鐵路尖東站及行人隧道系統 KCRC Contract HCC300 & HCC302（金門西松聯營）
- 九廣鐵路九龍南環線中間道行人隧道伸延 KCRC KSL Contract KCC210 (熊谷組、西松建設聯營)
- 港島西雨水排放隧道工程（(西松建設寶嘉聯營）
- 港鐵南港島綫南風隧道 MTR Contract SIL(E)902
- 港鐵西港島綫香港大學站及西營盤站及隧道 MTR Contract WIL704（金門西松聯營）
- 觀塘綫延綫油麻地至黃埔段隧道及何文田站建造工程 MTR Contract KTE1001
- 北角站月台擴建及隧道工程 MTR Contract C680
- 港鐵將軍澳線五桂山隧道
- 中九龍幹線何文田豎井 Contract HY/2014/09
- 山景邨2及3期天橋及行人連接通道
- 石蔭東邨土地平整工程
- 赤柱市政大廈
- 東濤苑及中華基督教會基灣小學（愛蝶灣）
- 美田邨1及2期
- 石籬邨石偉及石怡樓
- 愛東邨愛逸樓及愛秩序灣綜合服務大樓
- 柴灣邨
- 景泰苑附近公園代建工程
- 天盛苑H、J、K及L四座（西松匯成聯營公司）
- 天晴邨2期
- 前富泰苑1期
- 長宏邨1期
- 彌敦道恆豐中心
- 渣打銀行大廈（金門西松聯營，連同25年店舖出租權[6]，已於1992年提早移交）[7]
- 聯合醫院邵逸夫大樓
- 新界（沙田）法醫學大樓
- 將軍澳137區填海工程

### 新加坡
- 新加坡地鐵環線，2004年施工期間導致尼誥大道部份路面塌陷，4名工人死亡、3人受傷，是新加坡近年鮮有的嚴重工業事故。
- 新加坡國家圖書館
- 大華銀行大廈（西松隆昌聯營）

### 台灣
- 高雄捷運CR2工程
- 曾文水庫越域引水計畫之隧道工程

### 其他地區
- 英法海底隧道（CTG/F-M聯營）

## 外部連結
- 官方网站（日語）

35°40′03″N 139°44′58″E / 35.667556°N 139.749400°E